# Blapsilon scutellare
Blapsilon scutellare là một loài bọ cánh cứng trong họ Cerambycidae.